# Phőbus FC Boedapest
Phőbus FC Boedapest was een Hongaarse voetbalclub uit de hoofdstad Boedapest.
De club speelde voor het eerst in de hoogste klasse in 1933/34 en werd achtste. Het volgende seizoen ging al beter met een zesde plaats en in 1936 werd de club zelfs vierde waardoor het mocht deelnemen aan de Mitropacup. Ook het volgende seizoen werd de club nog vierde. Daarna werd de club nog zesde en achtste. Om een onbekende reden nam de club niet meer deel vanaf 1939/40.

## Phőbus in Europa
- Q = voorronde
- 1/8 = achtste finale

| Seizoen | Competitie | Ronde | Land                 | Club                 | Score    |
| ------- | ---------- | ----- | -------------------- | -------------------- | -------- |
| 1936    | Mitropacup | Q     | Vlag van Zwitserland | Young Fellows Zürich | 3-0, 6-2 |
|         |            | 1/8   | Vlag van Tsjechië    | Sparta Praag         | 2-5, 4-2 |